# Опълченска (улица в София)
„Опълченска“ е основна, централна улица в София.
Простира се между бул. Александър Стамболийски на юг, южно от който се нарича бул. „Скобелев“, до бул. „Мария Луиза“ в района на Централна гара София. Пресича бул. „Сливница“. Макар и улица, на повечето карти е обозначена в цветовете на булевард, а също така е продължение на бул. Скобелев, без да има промяна в броя на пътните ленти.

## Обекти
На улица „Опълченска“ или в нейния район се намират следните обекти:
- Софийска техническа гимназия
- СУ – Център за изучаване на източни езици
- Храм „Св. Николай Софийски“
- 18 СОУ „Уилям Гладстон“
- Национален политехнически музей
- СХУ за приложни изкуства „Св. Лука“
- Столичната РЗИ
- 53 Детска ясла „Враня“
- СДП – Дом за настаняване на малолетни и непълнолетни
- Храм „Св. Андрей Първозваний“
- 51 ЦДГ „Сарагоса“
- 14 СОУ „Проф. д-р Ас. Златаров“
- СБАЛ по очни болести